# Чалус (река)
Чалус (ранее Рудханейе-Чалус; перс. رود چالوس‎) — река в северном Иране, в провинции Мазендеран. Длина реки — 85 км, ширина — 60-80 м. Площадь водосборного бассейна — 1550 км². Средний расход воды — 13,4 м³/с.
Чалус берёт начало на северных склонах хребта Талаган в горах Эльбурс и течёт на север. Проходит через город Чалус и впадает в Каспийское море вблизи села Фереджабад. Берега обрывистые, дно преимущественно каменистое. Устье, перегороженное баром глубиной 0,3—0,4 м, дробится на рукава. В правой части Чалуса осуществляется рыболовство.